# Eremophila fallax
Eremophila fallax är en flenörtsväxtart som beskrevs av Chinnock. Eremophila fallax ingår i släktet Eremophila och familjen flenörtsväxter. Inga underarter finns listade i Catalogue of Life.